# Kanton Marseille-La Pomme
Kanton Marseille-La Pomme (fr. Canton de Marseille-La Pomme) je francouzský kanton v departementu Bouches-du-Rhône v regionu Provence-Alpes-Côte d'Azur. Tvoří ho část města Marseille a zahrnuje části městských obvodů 10 a 11.

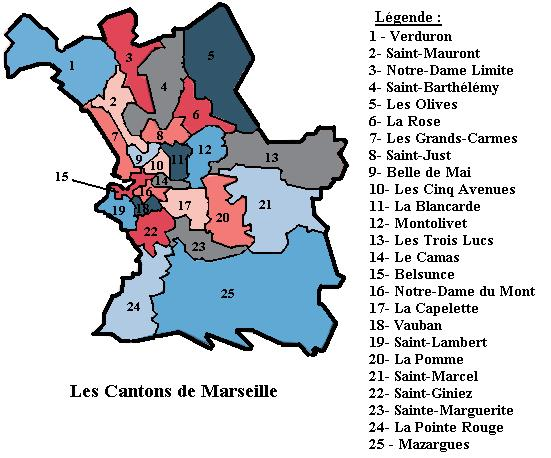
Kantony města Marseille